# لامبورغيني مورسيلاغو
لامبورغيني مورسيلاغو (بالإنجليزية: Lamborghini Murciélago)‏ هي سيارة رياضية من إنتاج لامبورغيني ظهر الجيل الأول منها عام 2001 لتخلف طراز (ديابلو) الذي كان يُعد الأقوى والأفخم بين طرازات الثور الهائج. وفي معرض جنيف للسيارات 2006 كشفت الشركة عن الجيل الثاني الذي حمل اسم LP-640 في دلالة على وضعية المحرك وموقعه من السيارة (طولي خلفيّ Longitudinale Posteriore) وقوته البالغة 640 حصان، كما حمل الجيل الثاني عدداً من التحديثات على الشكل الخارجي وتقنيات القيادة ونظام الحركة.
عند اختيارهم لتصميم لامبورغيني مورسيلاغو LP640 ، حافظ مهندسو مركز لامبورغيني التصميمي على مبادئ لامبورغيني التقليدية المتمثلة في نقاء التصميم والرياضية والوظائفية، فجاءت التغييرات على الشكل الخارجي طفيفة، واحتفظت السيارة بارتفاعها المنخفض الذي لا يتجاوز 120 سم، والذي يمنح السائق إحساساً مميزاً بالثبات وكأن السيارة جزء من الطريق وخاصة مع نظام الدفع الكلي للعجلات الذي يوزع القوة بنسبة 30 – 70 بين المحور الأمامي والخلفي.
إلا أن التصميم الجديد بدا أكثر شراسة مع الصادمين الجديدين في الأمام والخلف، كما تم دمج فوّهة نظام العادم بمشتت الهواء الخلفي في الواجهة الخلفية، التي تحتوي أيضاً على أضواء خلفية مبتكرة تؤكد أكثر على تميّز لامبورغيني مورسيلاغو LP640 وتجعل من السهل التعرف عليها حتى في الليل.
التصميم الجانبي لا يقل أهمية، فبينما أغلقت المساحة خلف فتحة التهوية على الجانب الأيمن، تحتوي الفتحة اليسرى عفي الخلف على تجاويف إضافية تساهم في عمل مبرّد الزيت. ومع الواجهة الأمامية والخلفية التي يغلب عليها التصميم الديناميكي الهوائي يتأكّد من جديد أن تصميم سيارات لامبورغيني بشكل عام، ولامبورغيني مورسيلاغو LP640 على وجه الخصوص تمليه الوظائفية والمواصفات العملية.
ولأولئك الذين يحبون التباهي بقلب لامبورغيني مورسيلاغو LP640 ، وفرت لامبورغيني إمكانية اختيار غطاء محرك من الزجاج الشفاف، بينما تم تعديل المرايا الجانبية وماسحات الزجاج الأماي لزيادة الديناميكية الهوائية واستخدمت السيارة إطارات معدنية خفيفة الوزن من نوع (هيرميرا)، حيث يبلغ وزن السيارة 1665 كغم.
في المقصورة الداخلية تم تغيير المقاعد بالكامل فأصبحت أوسع ومريحة أكثر وزُوّدت بمساند جديدة للرأس، وتم تطريز المقاعد بتطريز خاص استُخدم أيضاً لبطانة الأبواب من الداخل والمنضدة بين المقعدين.
كما تم استخدام لوحة أدوات جديدة بتصميم جديد تشتمل على مذياع وشاشة قياس 6.5 إنش ومشغل أقراص DVD ومشغل MP3 بالإضافة إلى نظام الملاحة. ويمكن للزبائن الاختيار من بين تشكيلة واسعة من حزم التصميم الداخلي. ويتيح لهم برنامج (بريفيليجيو) إمكانية إضفاء الطابع الرياضي على المقصورة باستخدام ألياف الكربون في وحدة التحكم بنظام التكييف والكونسول الوسطي ودواسات المكابح.
تم تقديم نسخة رودستر من السيارة مورسيلاجو عام 2004، والحق بها نسختين هما LP640 كوبيه ورودستر إلى جانب نسخة LP 650-4 رودستر. وكانت آخر طرازات مورسيلاجو هي النسخة LP 670-4 سوبر فيلوتشى مزودة بمحرك لامبورغيني V12 العريق في أفضل صوره. هذا وقد توقف إنتاج السيارة مورسيلاجو في 5 نوفمبر 2010 بعدما انتج عدد 4099 سيارة منها، وتم تقديم خليفتها في الأسواق السيارة افينتادور في معرض جينيف للسيارات 2011.

## الاسم
استمرارا في إعطاء شركة لامبورغيني لسياراتها أسماء من عالم رياضة مصارعة الثيران، فان اسم مورسيلاجو كان اسم ثور قوى تحمل 28 طعنة من المصارع الإسباني رفاييل مولينا سانشيز في مباراة جرت عام 1879 على حلبة الخلفاء في مدينة قرطبة، إسبانيا. هذا الثور الذي جاء من مزارع يواكين ديل فال دى نافارا، قدم بعد ذلك كهدية إلى مربى الثيران المشهور، الدون انطونيو ميورا، والذي اخذت شركة لامبورغيني لقبه «ميورا» لكى تحمله واحدة من اعظم سيارات لامبورغيني الأولى، لامبورغيني ميورا. هذا ويعنى اسم مورسيلاجو، الخفاش في اللغة الإسبانية.
و الكلمة تنطق مورسيلاجو في اللغة العربية، بينما تنطق ميرشيلاجو في اللغات الأخرى.

## الجيل الأول

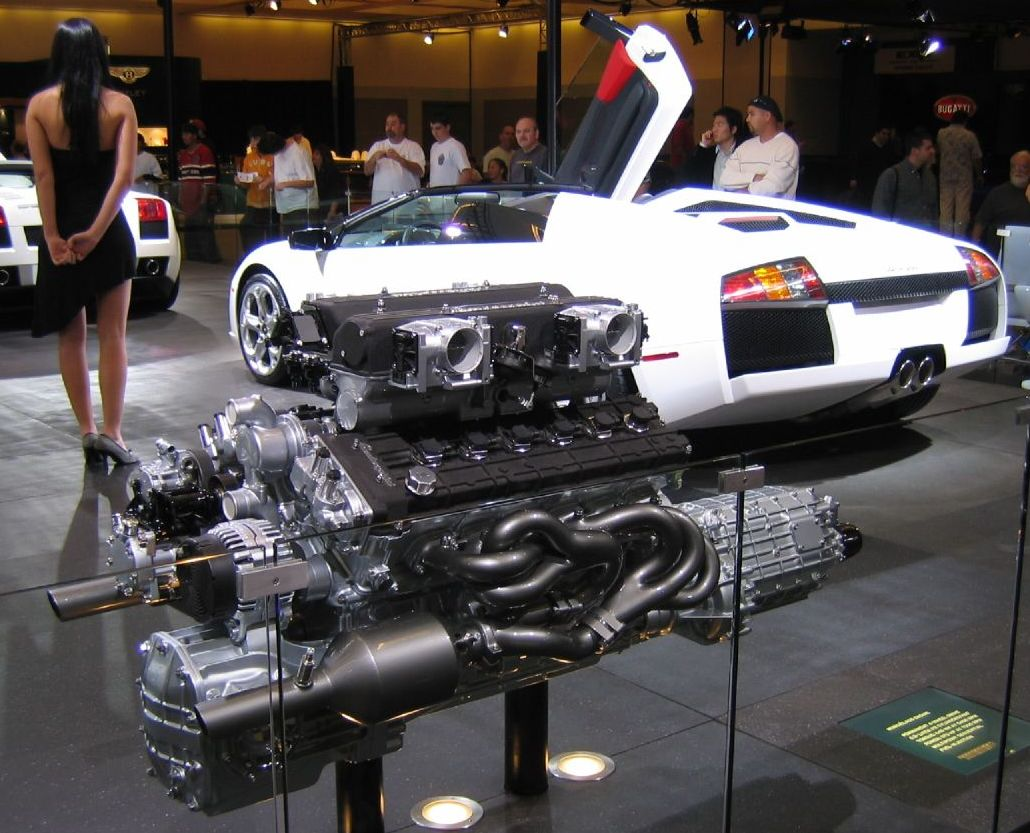
المحرك ذو سعة 6.2 لتر الموجود بسيارة مورسيلاجو من الجيل الأول

مورسيلاجو هي سيارة رياضية فاخرة ذات دفع رباعى، ذات محرك ذو وضعية وسطية. جسمعها المربع منخفض بشدة سقفها الذي يرتفع بمسافة اقل من 4 اقدام عن الأرض. من أهم ما يميز هذه السيارة فائقة السرعة، الأبواب المقصية والتي تضيف الكثير إلى هيئتها المميزة. الجيل الأول من مورسيلاجو، الذي انتج بين 2001 و2010، كان مزود بمحرك لامبورغيني V12 يعود بجذوره التاريخية إلى بدايات الشركة خلال فترة الستينيات من القرن العشرين. الكارونة متصلة بوحدة المحرك ووحدة نقل الدفع الرباعية. تنتقل القوة من المحرك عبر صندوق سرعات يدوى مكون من 6 سرعات. وقد حصلت السيارة مورسيلاجو على نظام تعليق مصمم من زوج من الجرائد المستقلة، مع تميزها بجسم يتحد فيه الياف الكربون والحديد الصلب. عاكس الهواء الخلفى وفتحات التهوية مدمجة في جسم السيارة ويعلان اليكتروكهربائيا، وهما يفتحان للخارج على السرعات العالية لمساعدة الأداء الايروديناميكي وتوفير المزيد من التهوية للمحرك. المحرك V12 الموجود في سيارات لامبورغيني انتج 580 حصان، وكان قادرا على دفع السيارة والتسارع من الثبات وحتى سرعة 97 كم \ الساعة (60 ميل) في مدة زمنية قدرها 3.8 ثانية. وفي الفترة بين أعوام 2001 وحتى 2006، تمت زيادة سعة هذا المحرك إلى 6.2 لتر مكون من 12 اسطوانة على شكل V وكانت سيارات الجيل الأول تعرف ببساطة باسم مورسيلاجو. النسخة الرودستر من مورسيلاجو قدمت عام 2004 على أن تكون موديل عام 2005. كانت هناك علامة موجودة على الزجاج الامامى تنصح السائق بعدم تجاوز سرعة 160 كم \ الساعة (100 ميل) بدون ازالة السقف القماش.
مصمم السيارة دونكيرفولك استشهد بالقاذفة الإستراتيجية بى - 2، الياخت القوى وإلى 118، ومدينة الفنون والعلوم الموجودة بمدينة فالنسيا، إسبانيا والتي صممها المصمم المعمارى سانتياجو كالاترافا، في تعديل تصميم غطاء المحرك والاعمدة الخلفية للسيارة.

## نسخة الذكرى الاربعين لتأسيس الشركة

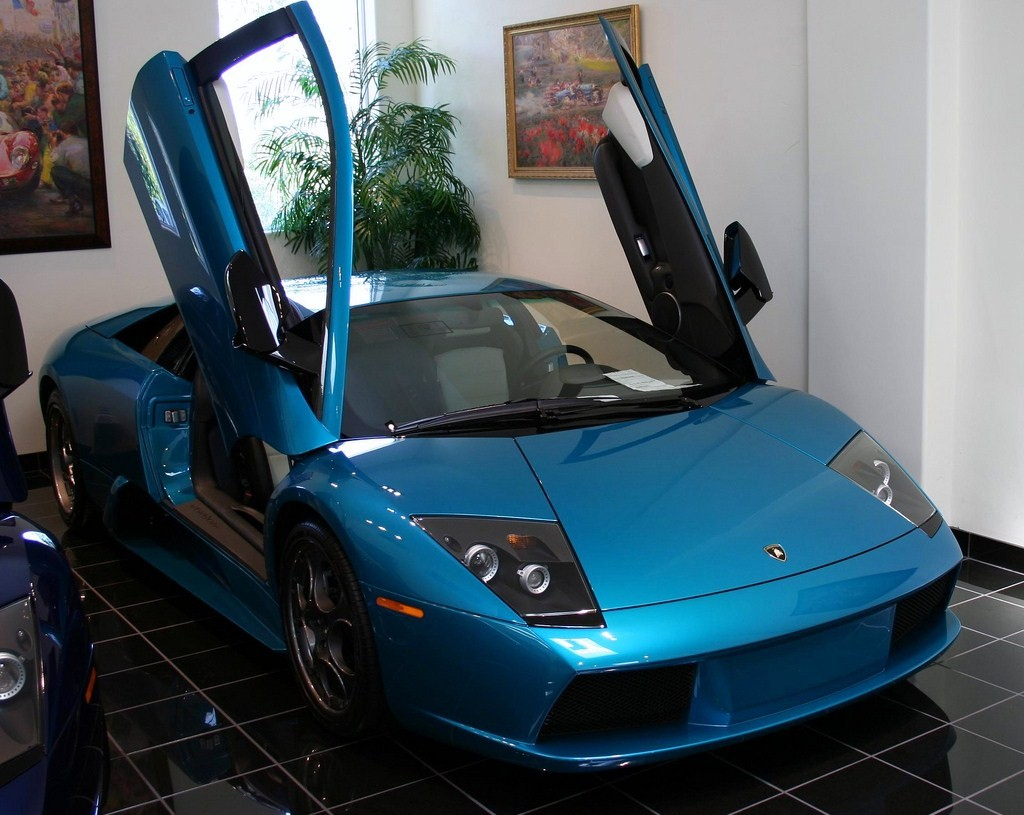
نسخة الذكرى الأربعين من مورسيلاجو

في عام 2004، احتفلت شركة لامبورغيني بمرور 40 عام على تأسيسها بطلاق نسخة خاصة من السيارة مورسيلاجو. وفي عقود سابقة، كانت الشركة قد أطلقت نسخ خاصة من سياراتها المشهورة كونتاش وديابلو. عدد النسخ الخاصة من مورسيلاجو كان 50 سيارة فقط، وكانت تتميز بطلاء ازرق اللون محدود الانتشار يسمى اخضر يشمى، تفاصيل أكثر في الياف الكربون المصنوع منها جسم السيارة، عجلات محسنة، نظام عادم مجدد ولوحة مرقمة تظهر في الزجاج الخلفى. اما عن التصميم الداخلى فقد اتى بتنجيد من جلد طبيعى جديد وميزات اليكترونية اضافية.

## ال بى 640

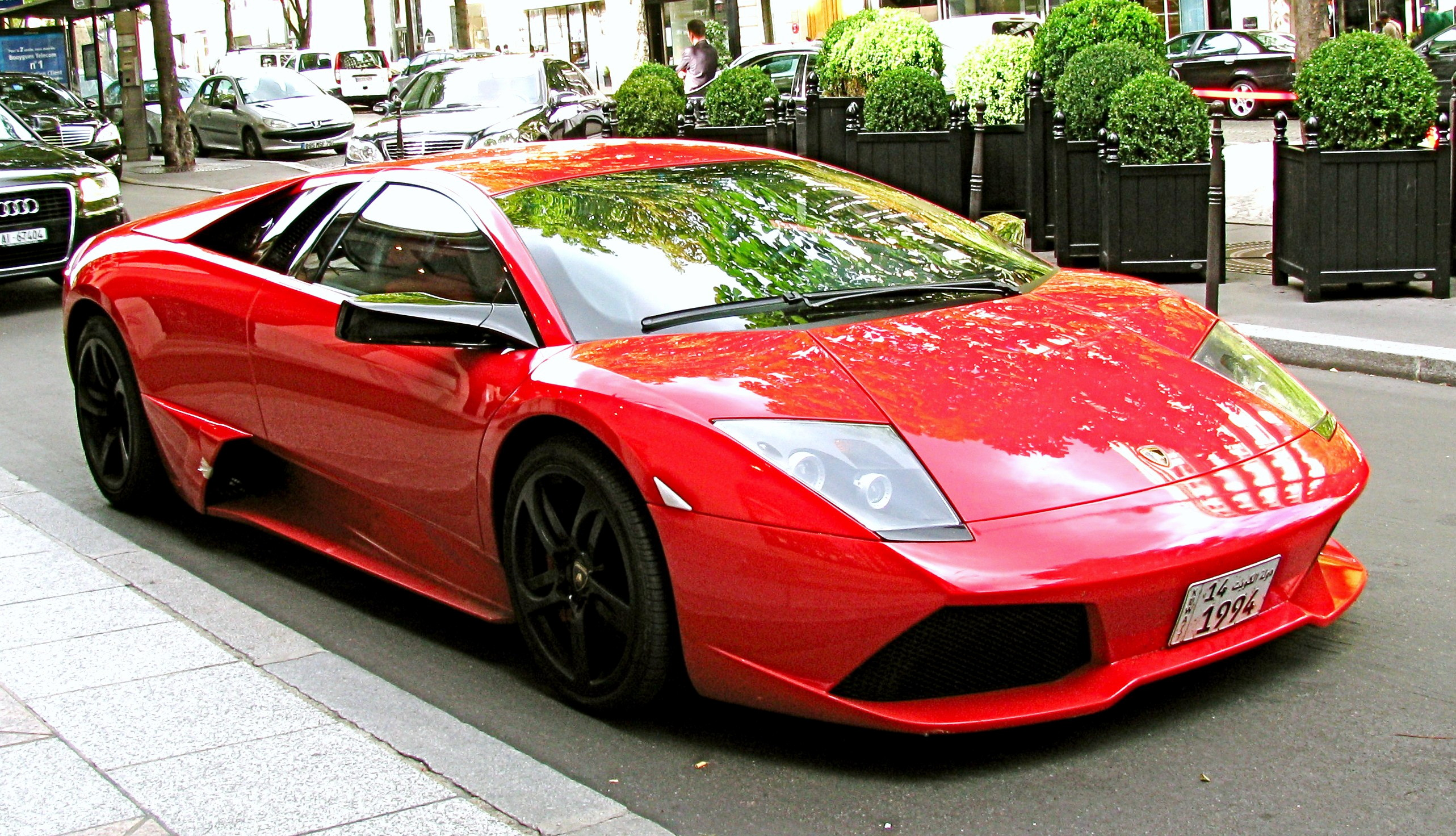
مورسيلاجو ال بى 640 كوبيه

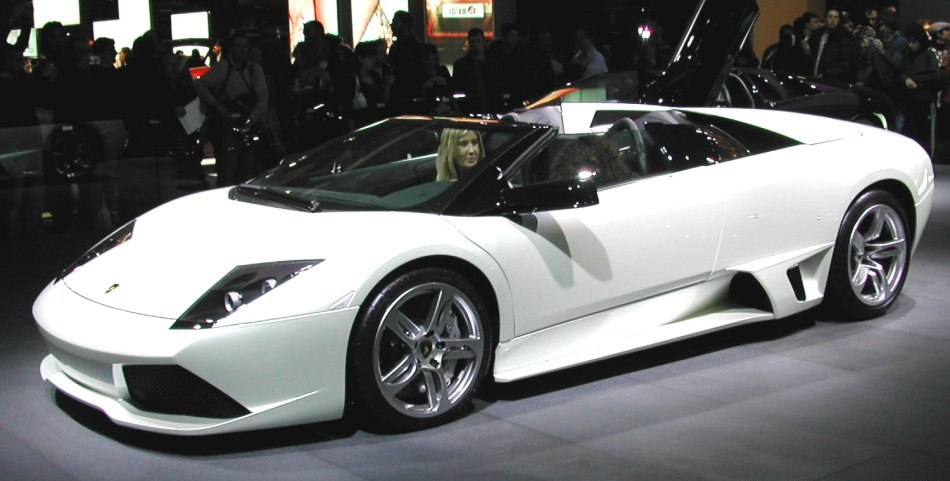
مورسيلاجو ال بى 640 رودستر

في مارس 2006، قدمت لامبورغيني نسخة جديدة من سيارتها مورسيلاجو خلال معرض جينيف الدولي للسيارات وهي مورسيلاجو ال بى 640. وتعنى الحروف المختصرة بى ال مصطلح (Longitudinale Posteriore) بالإيطالية أي خلفية طولية، إشارة إلى أن المحرك موضوع في الخلف بطريقة طولية، بينما تشير الأرقام إلى زيادة قوة المحرك إلى 640 بى اس، اختصارا لكلمة pferdestärke الألمانية وتعنى قوة حصانية وهي وحدة قوة مستخدمة في أوروبا، وقد وصلت قوة هذا المحرك إلى 640 بى اس (631 حصان) عند وصول المحرك إلى معدل دوران يصل إلى 8000 دورة في الدقيقة. وقد طرأت تعديلات طفيفة على الشكل الخارجى في الامام والخلف مع تعديل فتحات التهوية الجانبية. كما تم تعديل التصميم الداخلى لإعطاء المزيد من المساحة لراحة الرأس أثناء القيادة. وفي الولايات المتحدة فان السعر المبدئى المقترح للامبورغيني مورسيلاجو بلغ 318.800 $ متضمنا التجهيزات الاضافية مثل فرامل مصنوعة من مركب الياف الكربون والسيليكون مع مركبات السيراميك، اذرع تبديل السرعات مصنوعة من الكروم وغطاء زجاجى للمحرك. وقد وصلت درجة الاقتصاد في استهلاك الوقود في موديلات 2008 مع وجود صندوق نقل سرعات يدوي من 6 سرعات إلى 18 لتر لكل 100 كم مما جعلها اقل السيارات اقتصادا في استهلاك الوقود سواء بالقيادة في المدينة أو على الطرقات السريعة. في معرض لوس انجلوس للسيارات عام 2006، اعلنت لامبورغيني ان النسخة ال بى 640 رودستر تم تحديث مكوناتها لتحصل على نفس مكونات النسخة الكوبيه.

## ال بى 640 فيرساتشى

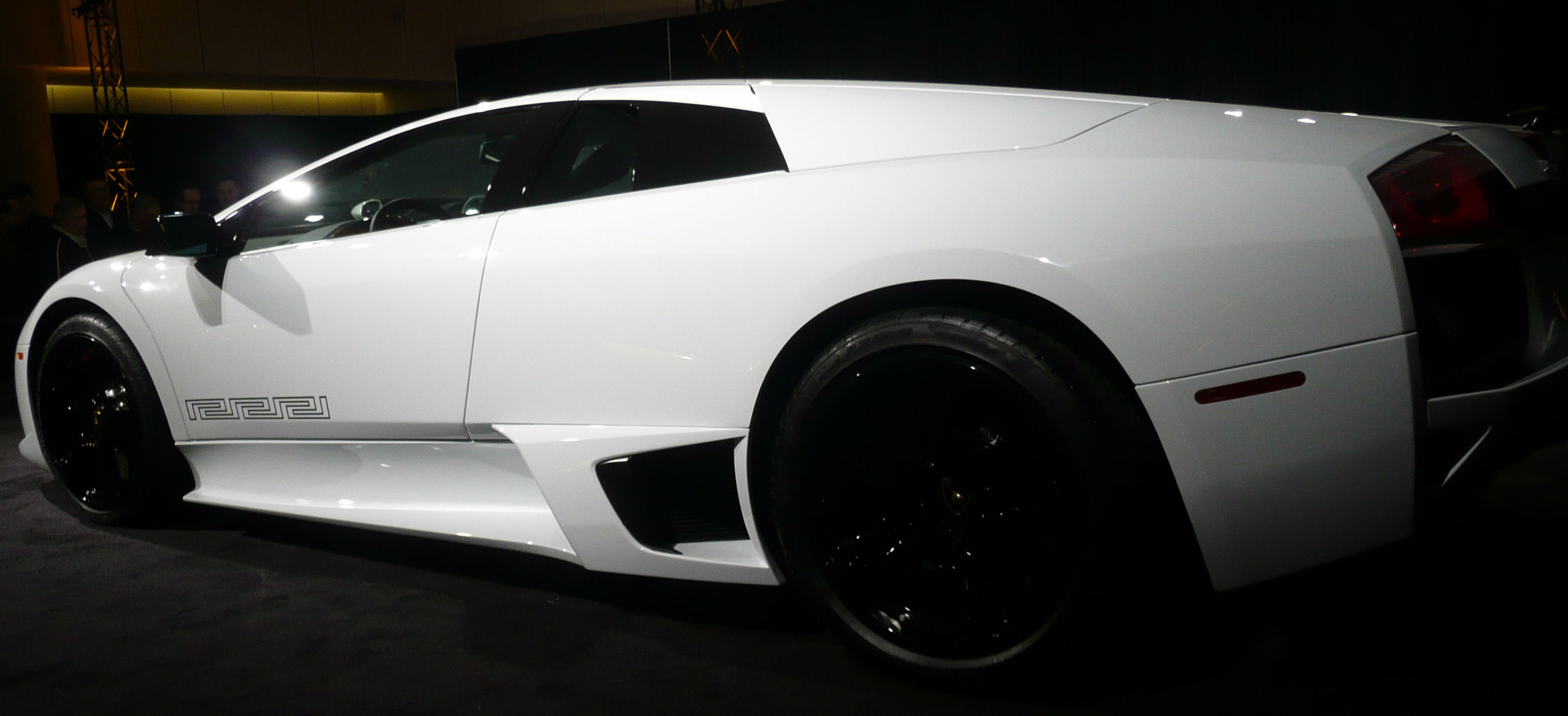
An LP640 Versace at the

النسخة ال بى 640 فيرساتشى هي إصدار خاص من مورسيلاجو ال بى 640 ظهرت أول مرة في معرض باريس الدولي للسيارات عام 2006. كانت السيارات العشرين ذوى اللونين الأبيض والأسود يتكون الهيكل الخارجى والتصميم الداخلى لكل منهما من كسوة جلدية تحمل علامة مصمم الأزياء الايطالى المشهور جيانى فيرساتشى.
كما قدمت لامبورغيني عشرين نسخة رودستر من السيارة مورسيلاجو ال بى 640 أيضا بلونين أبيض واسود ويحملان علامة المصمم جيانى فيرساتشى.

## ال بى 4-670 سوبر فيلوتشى

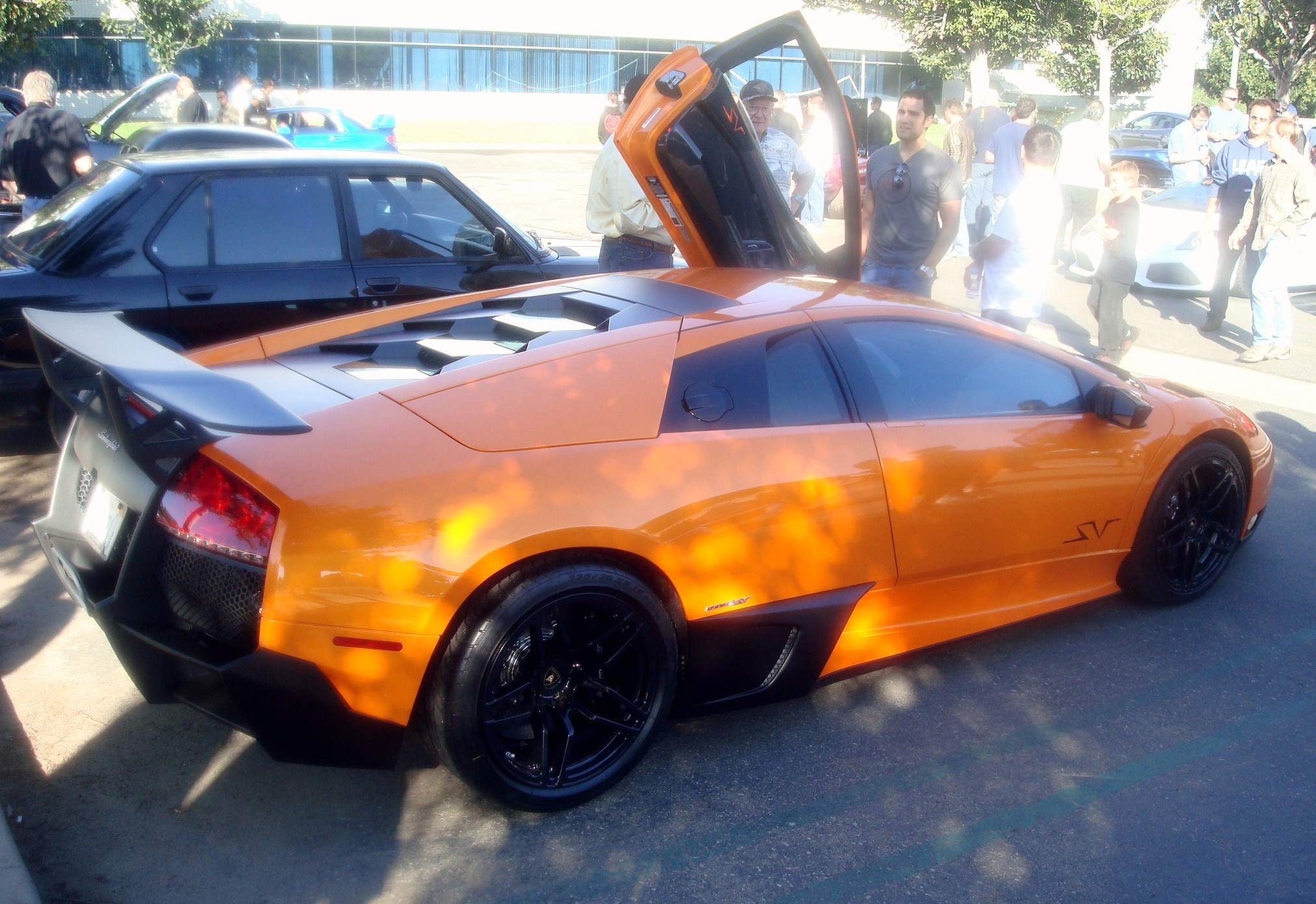
مورسيلاجو ال بى 4-670 اس في

خلال معرض جينيف للسيارات 2009، قدمت لامبورغيني إصدار جديد من مورسيلاجو، وهي ال بى 4-670 سوبر فيلوتشى. حمل اسم سوبر فيلوتشى لامبورغيني ديابلو التي أنتجت بين أعوام 1995 وبين 1999، وكان اسمها ديابلو اس في، وهي نسخة معدلة عن السيارة التي ظهر بالقرب من نهاية إنتاج ديابلو الأساسية، جنبا إلى جنب مع شقيقتها ميورا اس في، وهو آخر وأفضل نسخ ميورا التي حسنت كل جوانبها.
السيارة مورسيلاجو سوبر فيلوتشى زودت بمحرك V12 ينتج 670 بى اس (661 حصان) عند وصول المحرك إلى معدل دوران يبلغ 8000 دورة في الدقيقة مع عزم يصل إلى 660 نيوتن (490 رطل\قدم) عند معدل دوران 6500 دورة في الدقيقة، بفضل تطوير توقيت الصمامات وتعديل نظام دخول الهواء. انخفض الوزن بمقدار 100 كجم بتبديل العديد من الأجزاء الداخلية والألواح الخارجية ليحل محلها أخرى مصنوعة من الياف الكربون بجانب تصميم واعتماد نظام عادم جديد خفيف الوزن. وتصل أرقام الأداء في سوبر فيلوتشى إلى التسارع من الثبات والوصول إلى سرعة 100 كم\الساعة (62 ميل) في زمن قدره 2.8 ثانية، ومن الثبات والوصول حتى سرعة 200 كم\الساعة (120 ميل) في زمن قدره 9.7 ثانية. هذا وتزعم لامبورغيني ان سيارتها مورسيلاجو سوبر فيلوتشى تستطيع الوصول إلى سرعة قصوى تبلغ 342 كم\الساعة بواسطة عاكس هواء صغير اضافى، أو الوصول إلى سرعة قصوى تبلغ 337 كم\الساعة (209 ميل) مع وجود جناح ايرو باك أساسي.
طبقا لتصريحات ماوريزيو ريجيانى، مدير التنمية والتطوير بلامبورغيني، فان نظام التوجيه في السيارة مورسيلاجو 4-670 اس في تم تطويره ليتناسب مع حساسية السرعات العالية. وقد تم تحديد الإنتاج الخاص بأعلى موديلات مورسيلاجو بعدد 350 سيارة فقط، والأسعار تتراوح بين 450.000 إلى 600.000 $.

## وصلات خارجية
- تقرير لامبورغيني مورسيلاغو LP640